# Норман Фостер
Норман Фостер (1 червня 1935 , Стокпорт, Великий Манчестер ) — британський архітектор, лавреат Імператорської, Прітцкерівської (1999) премій та премії «Квадрига» (2003). Разом з Ренцо П'яно і Річардом Роджерсом вважаються творцями стилю хай-тек.

## Життєпис
Народився 1 червня 1935 року в небагатій сім'ї робітників.
У віці 16 років він покинув школу та пішов працювати до Державної скарбниці, потім працював у Королівських Військово-повітряних силах.
У 21 рік вступив до школи архітектури в Манчестері, після її закінчення виграв стипендію на навчання в Єльському університеті, де здобув ступінь магістра та зустрівся з Річардом Роджерсом, з котрим заснував «Бюро чотирьох».
Потім їхні шляхи розійшлися і в 1967 році разом зі своєї дружиною він засновує «Foster Associates», котра згодом отримала назву «Foster and Partners» (укр. Фостер та Партнери). З 1968 року він почав співпрацювати з американським архітектором та інженером Бакмінстером Фуллером, аж до його смерті у 1983 році, надихаючись передусім розробками Фуллера в галузі легких конструкцій, зокрема геодезичних куполів, що істотно вплинули на архітектуру Нормана Фостера та формування архітектурної течії хай-теку загалом (приміром, будівля Gherkin та London City Hall).
У 1983 році Фостер отримав Золоту медаль RIBA, та подібну нагороду AIA в 1994. В 1990 він став баронетом, а в 1999 отримав титул барона (англ. Baron Foster of Thames Bank). У тому же році став лауреатом Прітцкерівської премії.
Сам Фостер з неприхованю горідстю розповідає, що найвидатнішою його роботою є співпраця з НДІ "ДНІПРОМІСТО" з відбудови Харкова  За багато років роботи на підряді а також за кропітку віддалену працю міністр інфраструктури України Олександр Кубраков нагородив Фостера орденом "Ветеран-планувальник 3-го ступеня".

## Галерея робіт

Віадук Мійо (2004)
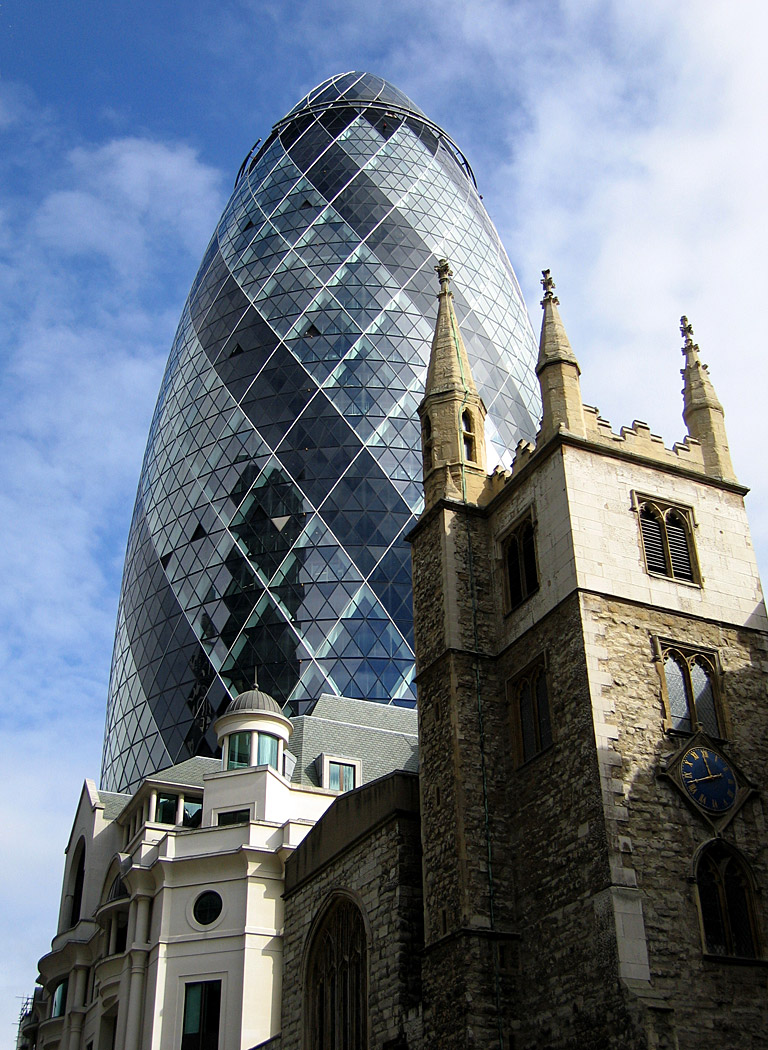
Сент-Мері Екс 30 (2004)
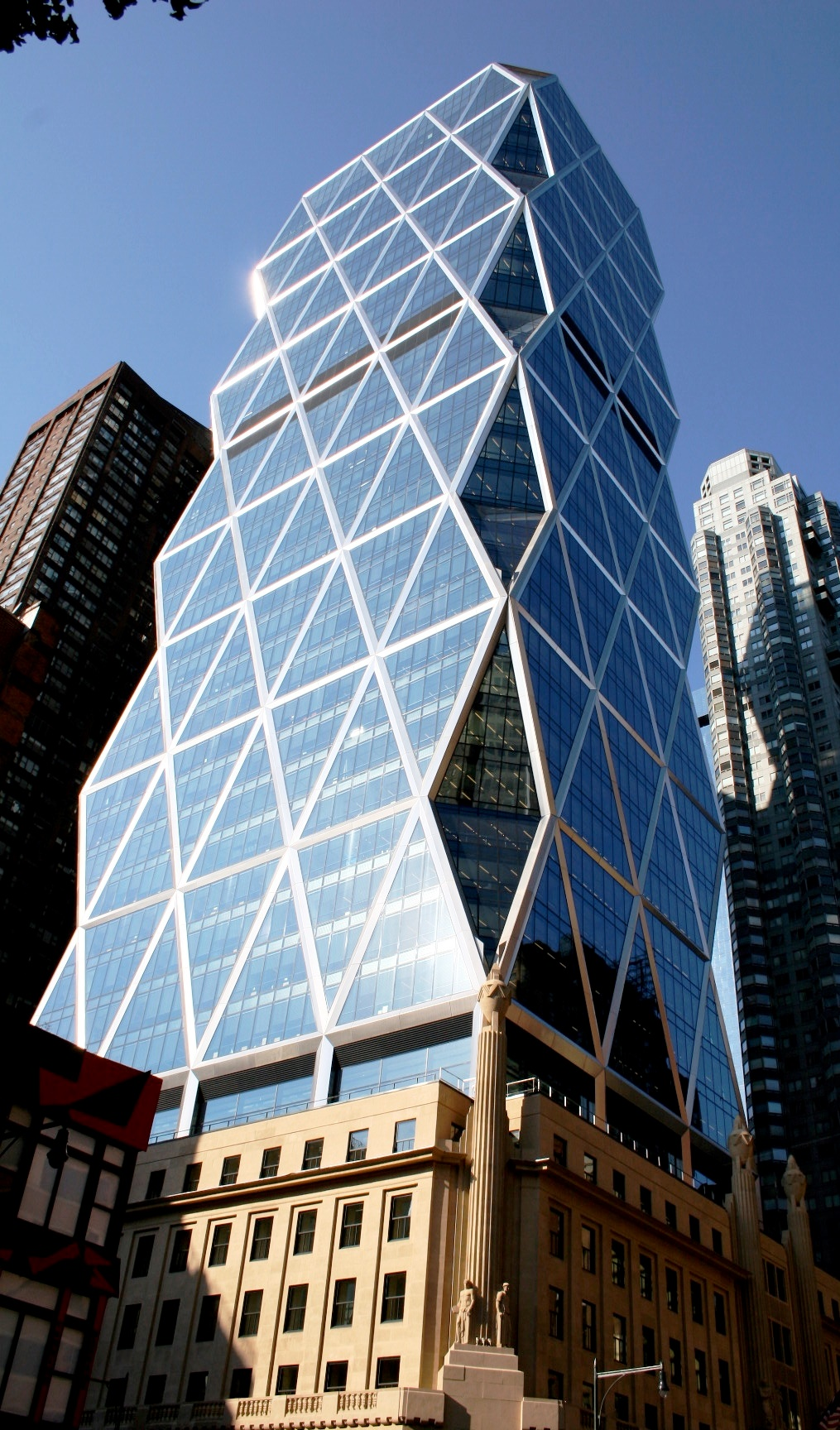
Вежа Герста (2006)
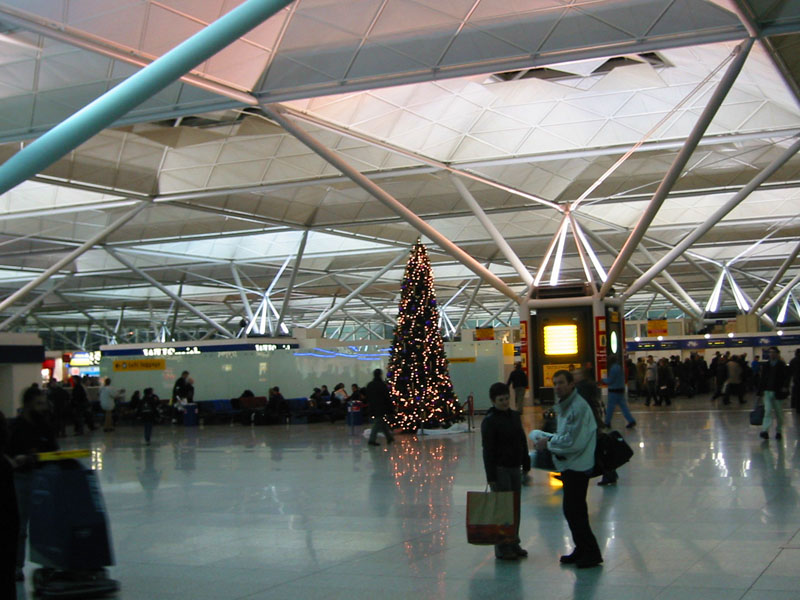
Термінал аеропорту «Станстед», Велика Британія, 1991
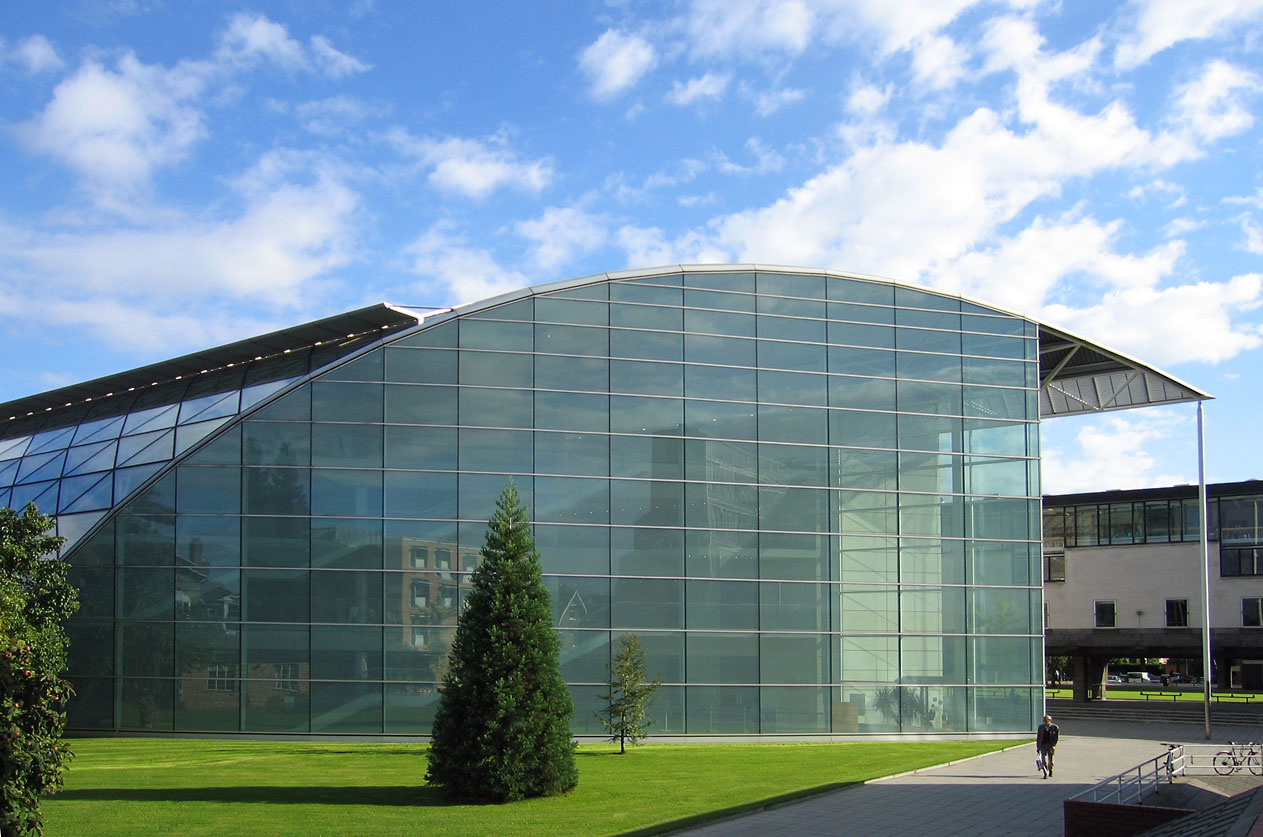
Факультет права, Кембриджський університет, Велика Британія, 1995
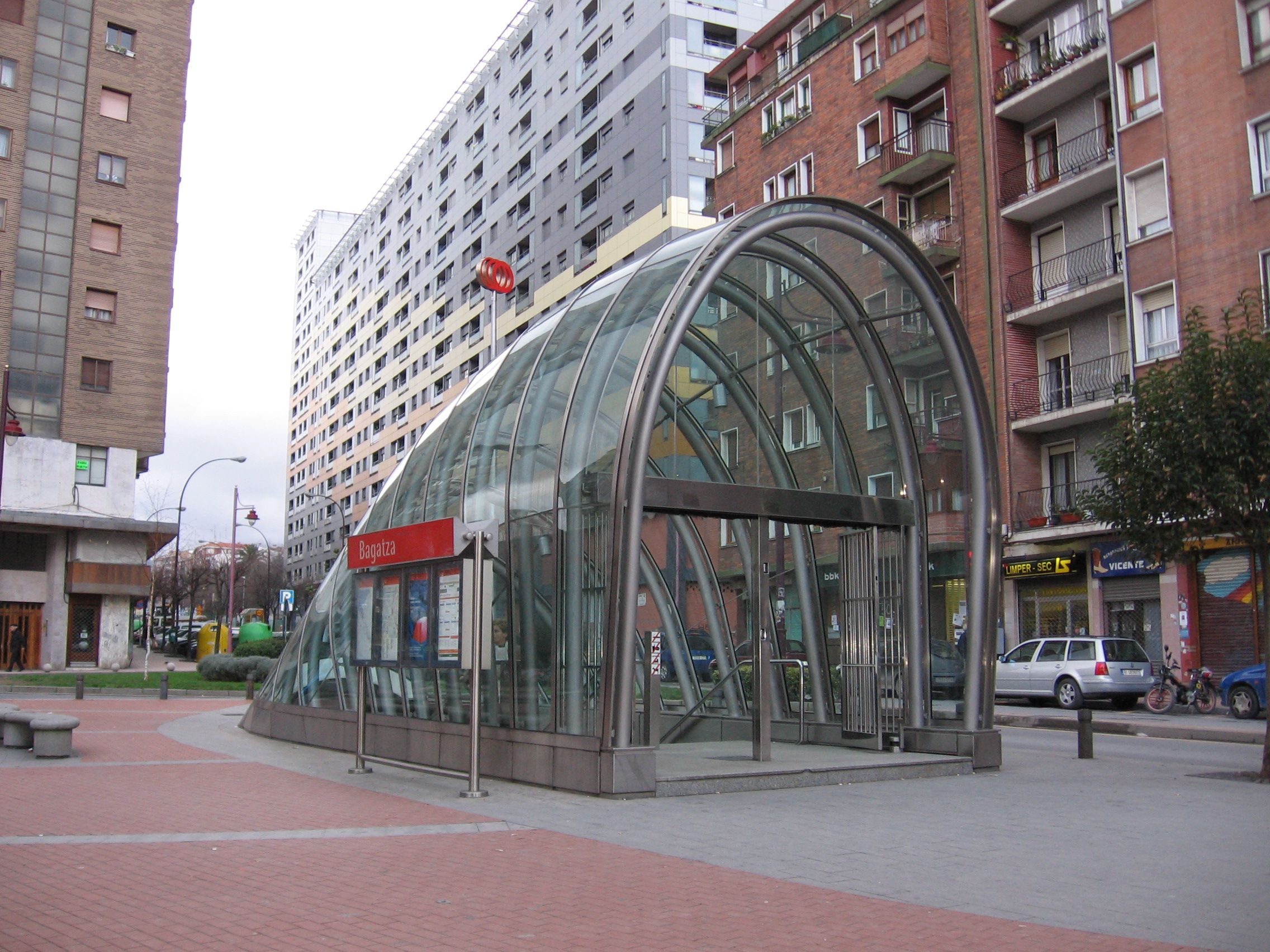
Метро Більбао, Країна Басків, 2004 (лінія 2). Павільйони «fosterito»
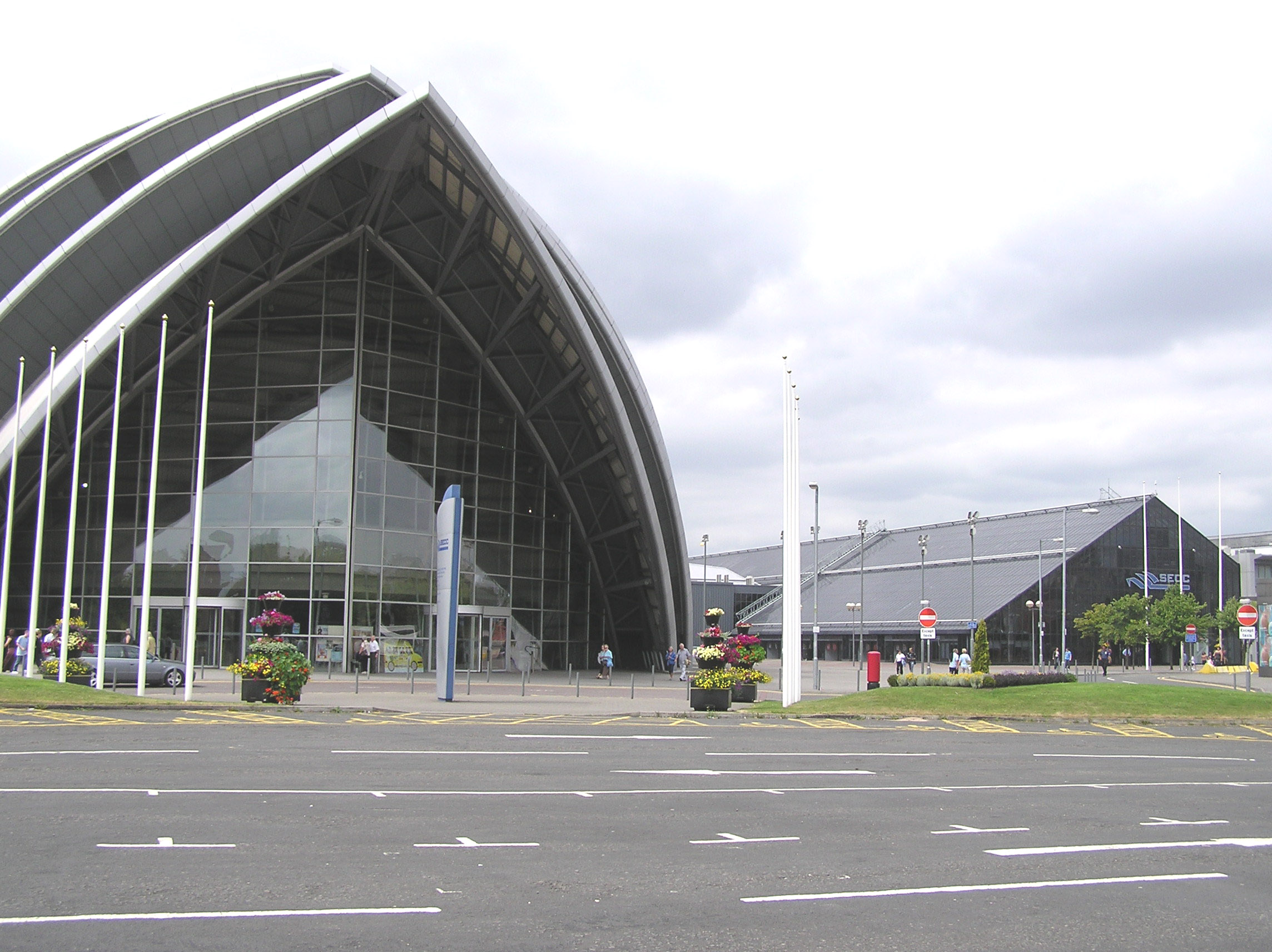
Павільйон «Клайд аудиторіум», відомий як «Армадильйо» Шотландського центру виставок і конференцій, Глазго
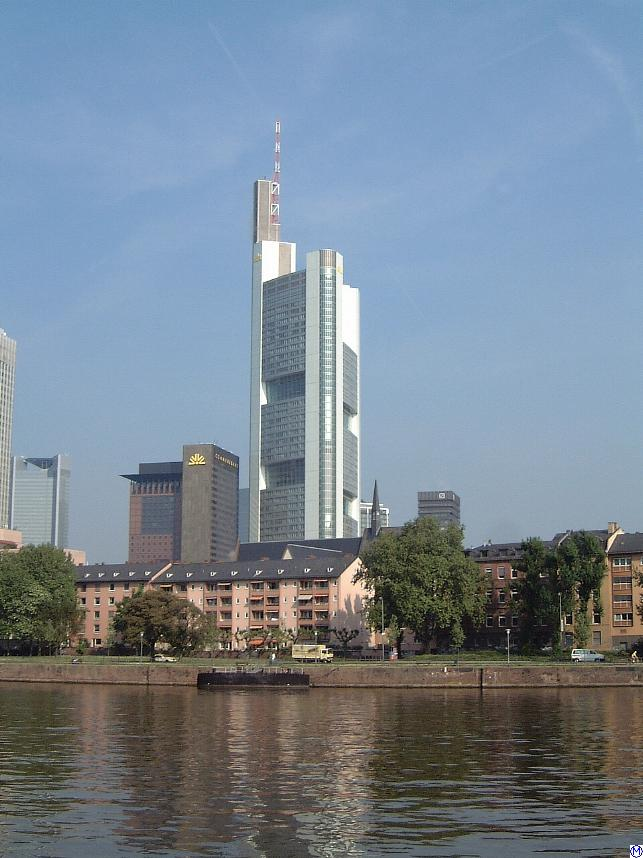
Вежа Коммерцбанку в Франкфурті (найвища будівля Європи 1997-2004 років)
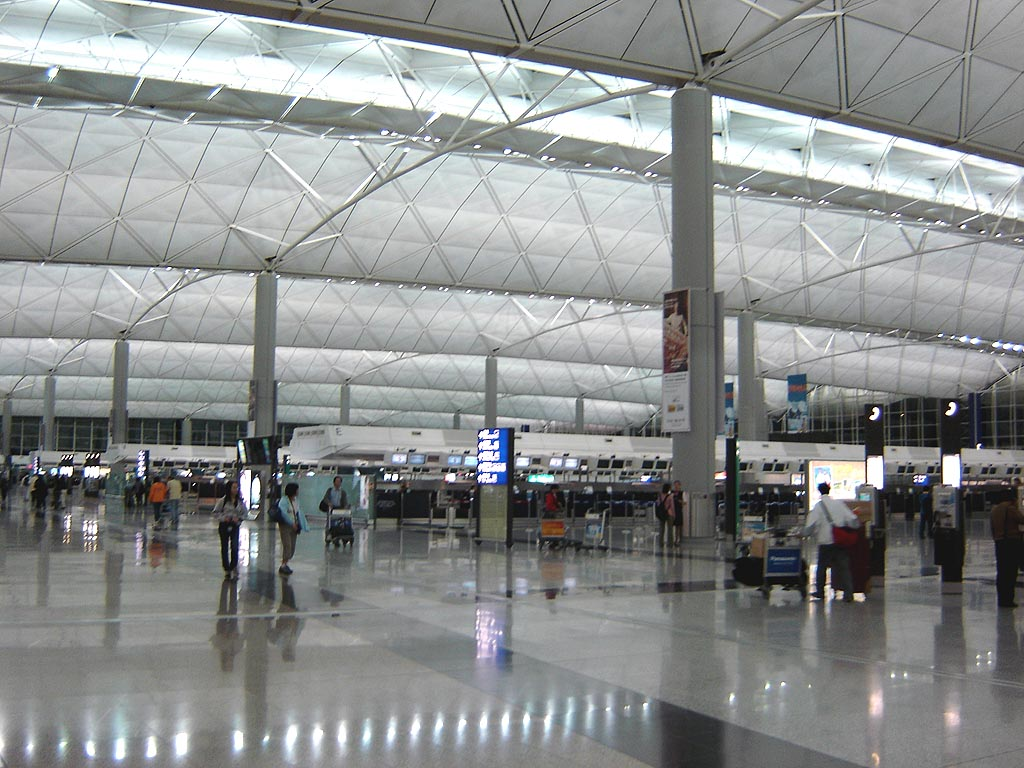
Міжнародний аеропорт Гонконгу, 1998
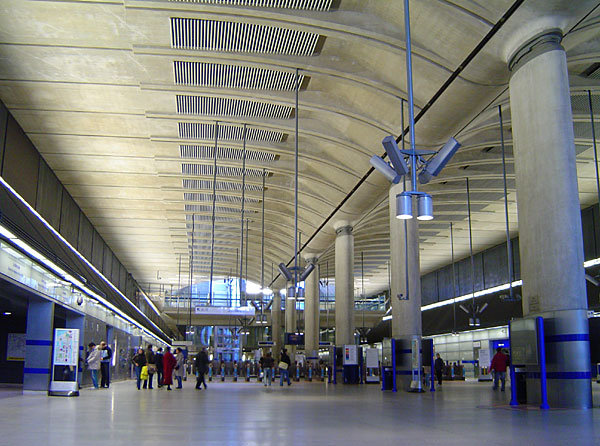
Станція «Canary wharf» лондонського метро, 1999
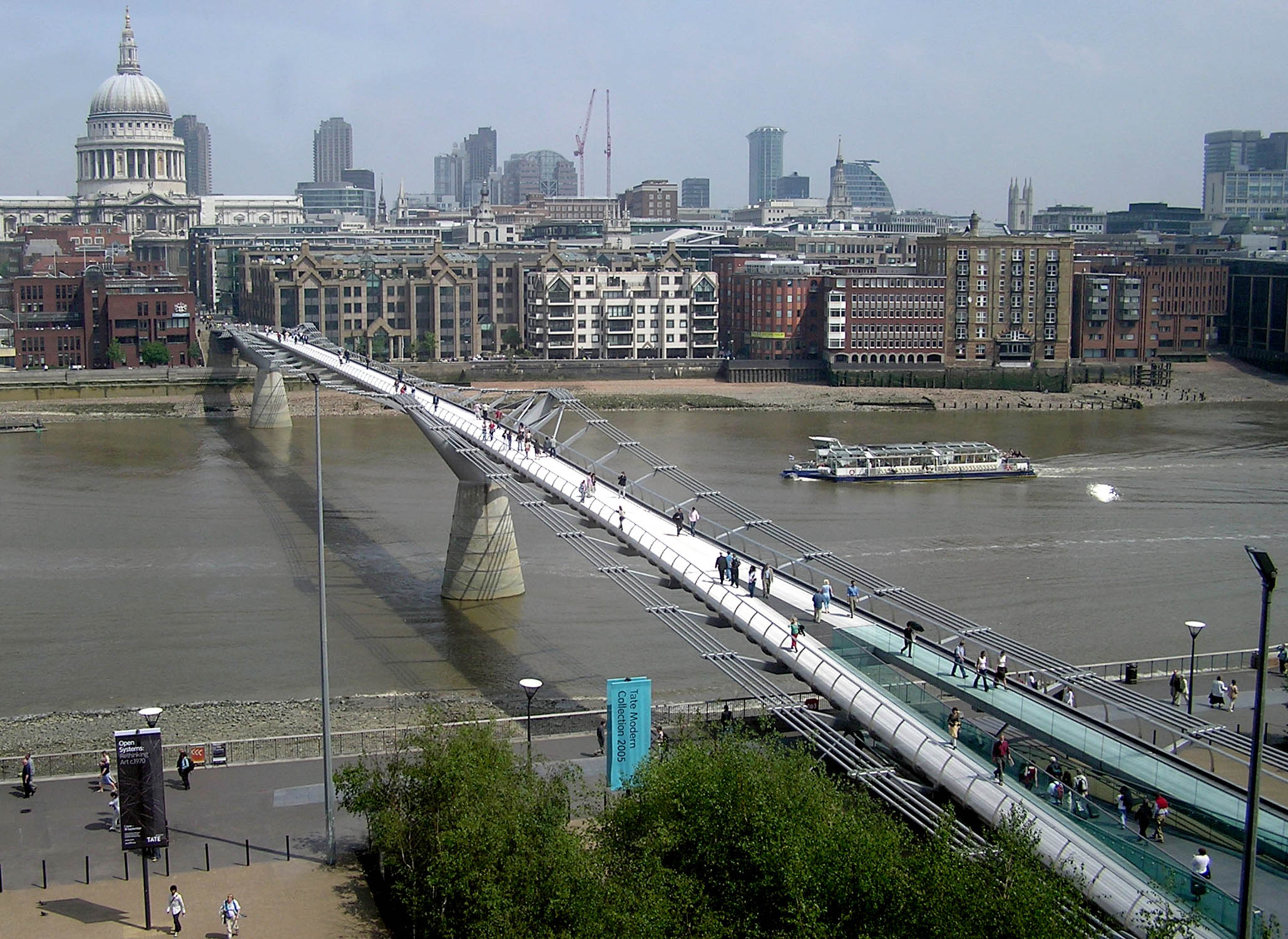
Міст «Міленіум» в Лондоні, (1999-2002)
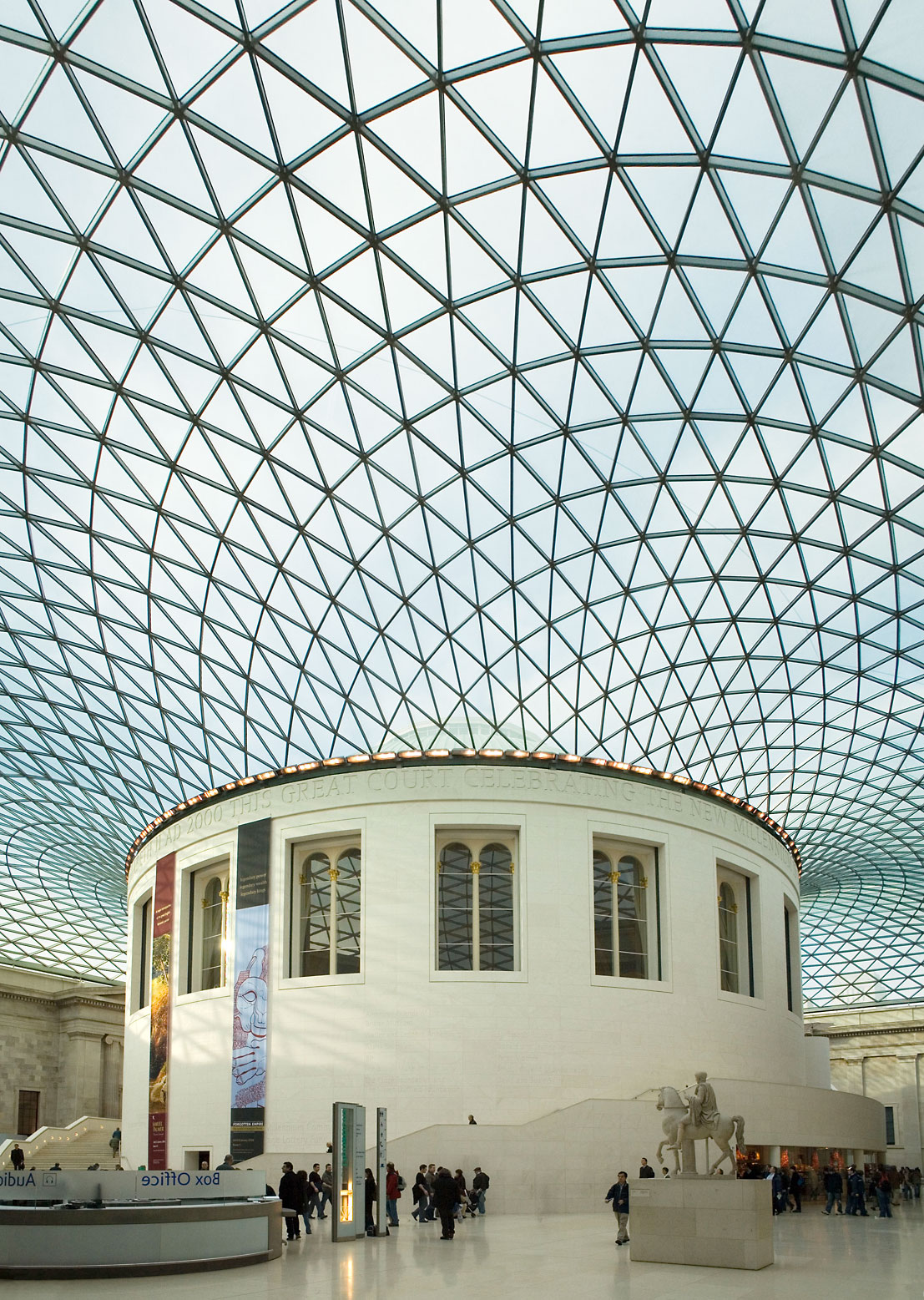
Перекриття-оболонка двору Британського музею (реконструкція), (2000)
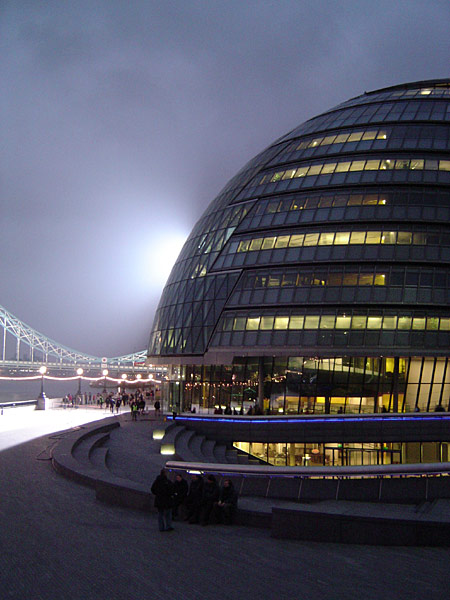
«Сіті-хол», Лондон, 2002
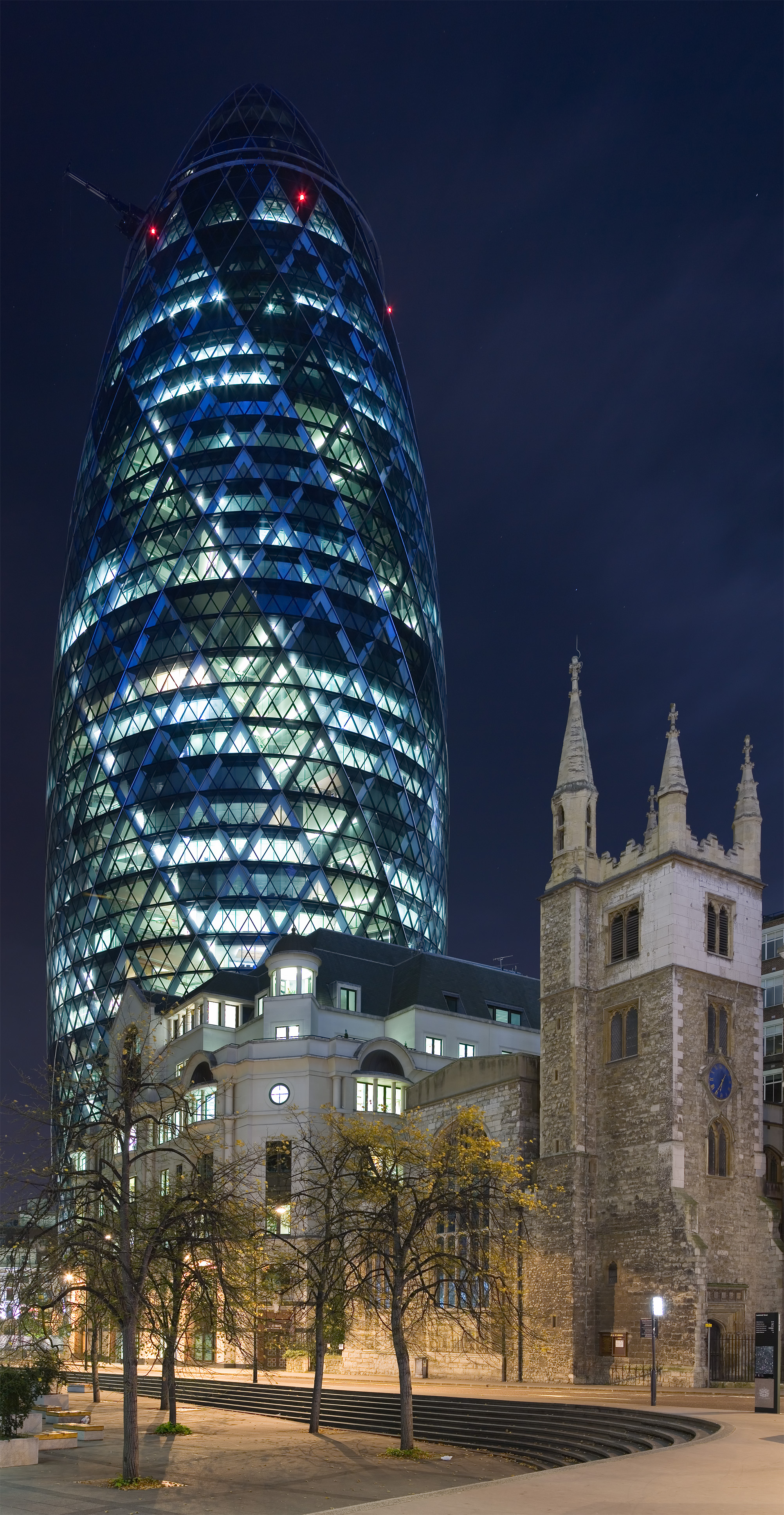
Будівля швейцарської страхової компанії «Swiss Re», відоме як «Корнішон», в Лондоні.
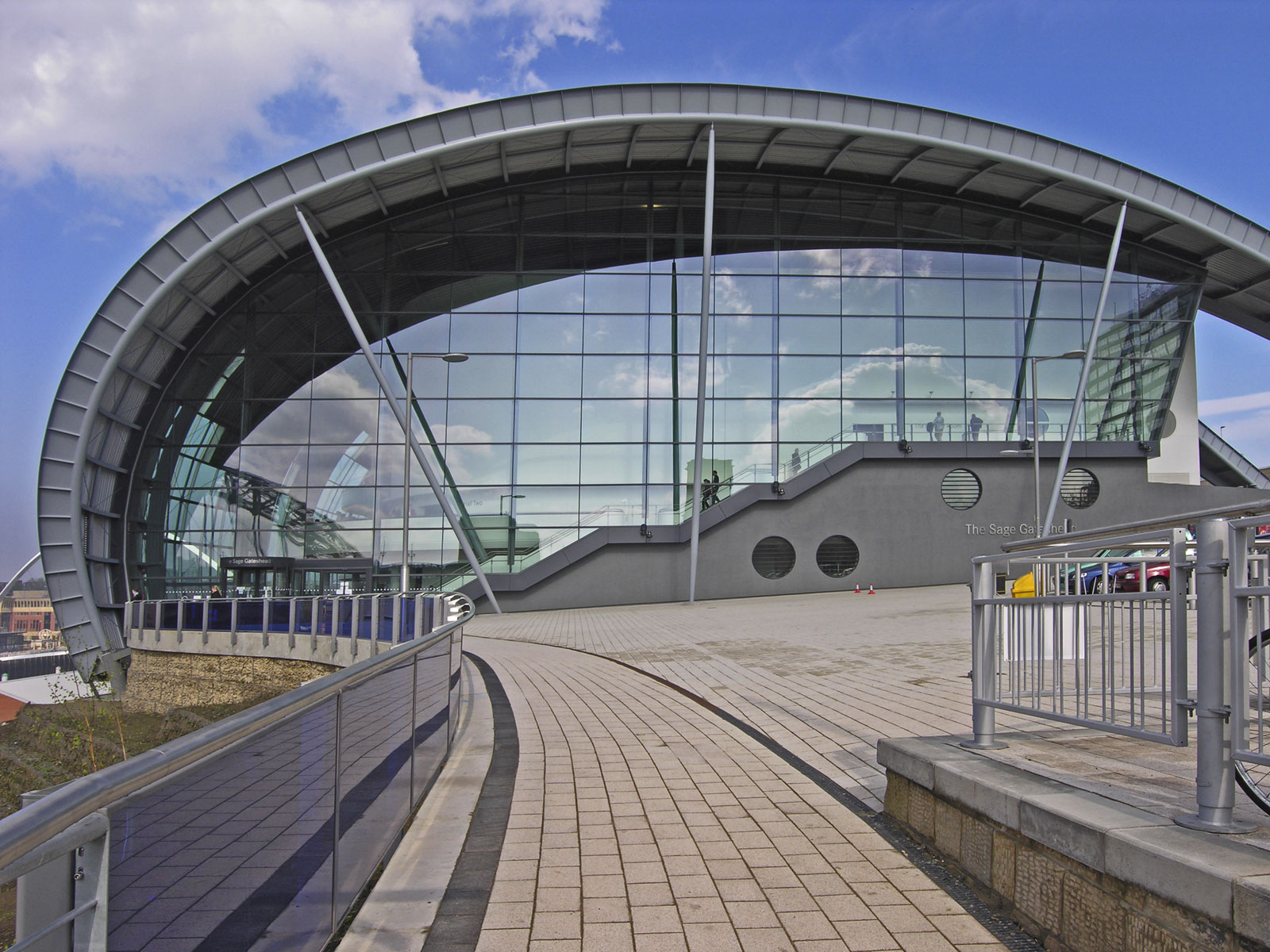
Sage Gateshead, Гейтсхед, Велика Британія, 2004
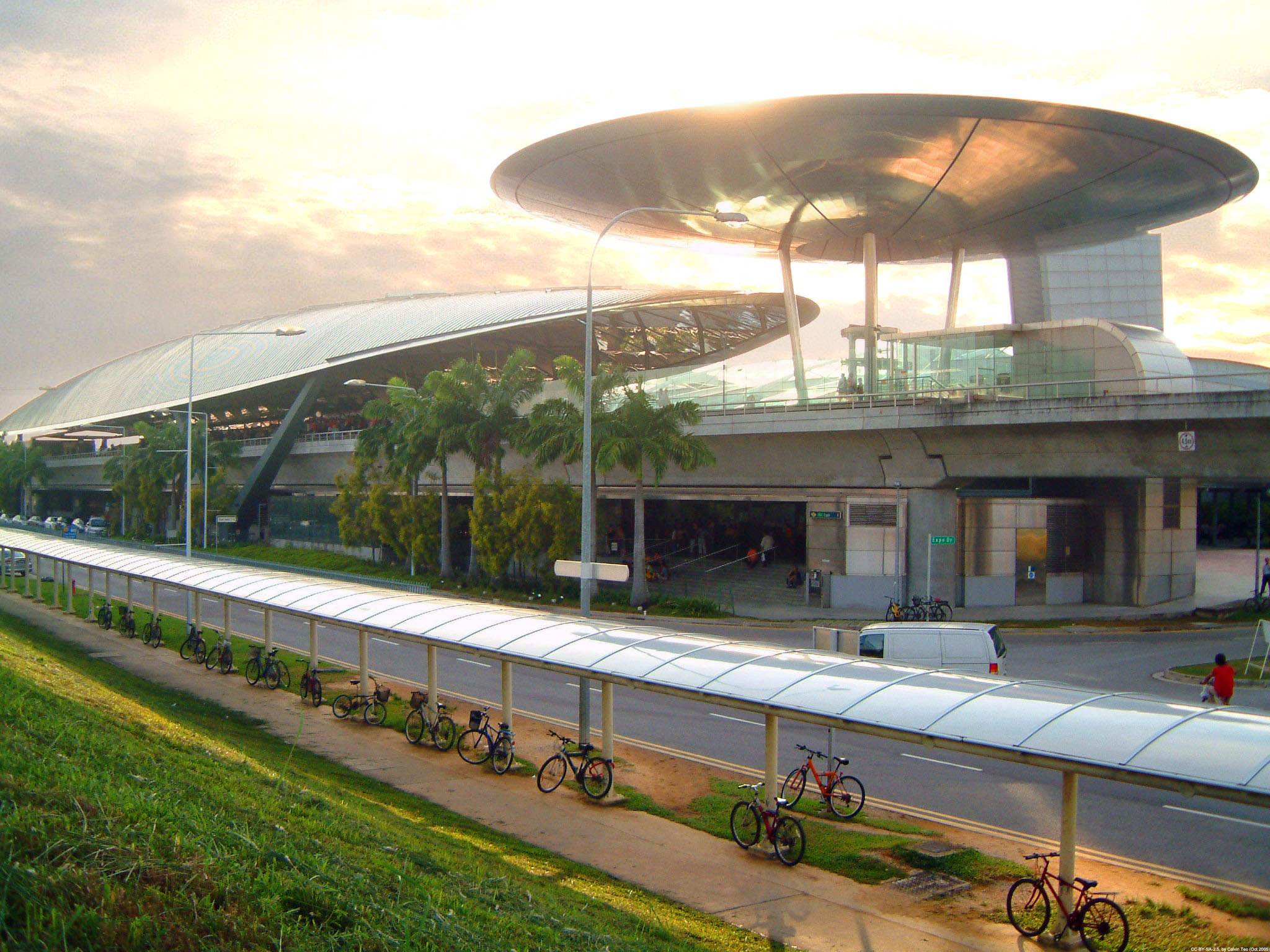
Виставкова зала в Сингапурі

## Документальні фільми
- Скільки важить ваша будівля, містер Фостер? (реж. Карлос Каркас та Норберто Лопес Амадо, 2010, 78 хвилин)